# Saint-Maixant (Gironda)
Saint-Maixant es una población y comuna francesa, situada en la región de Aquitania, departamento de Gironda, en el distrito de Langon y cantón de Saint-Macaire. Produce vino de la AOC Cadillac.

## Demografía
| 830 | 925 | 1 018 | 1 203 | 1 349 | 1 277 |
| Para los censos de 1962 a 1999 la población legal corresponde a la población sin duplicidades (Fuente: INSEE [Consultar]) |     |       |       |       |       |